# Nachal Tevet
Nachal Tevet (hebrejsky: נחל טבת) je vádí, v Dolní Galileji, v severním Izraeli.
Začíná v nadmořské výšce přes 300 metrů jižně od vesnice Najn na severních svazích horského masivu Giv'at ha-More. Směřuje k severu a prudce klesá ze svahů hory do rovinatého údolí Bik'at Ksulot, které je severovýchodním výběžkem zemědělsky využívaného Jizre'elského údolí. V něm se tok vádí stáčí k západu. Míjí z jihu vesnici Achuzat Barak, ze severu obchází předměstí Afula ha-Ce'ira města Afula. Za ním zleva přijímá vádí Nachal ha-More. Severně od vesnice Balfourija zleva ústí do vádí Nachal Adašim.